# Бирлово
Бирлово — деревня в Дмитровском районе Московской области. Население — 114 чел. (2010). До 2006 года Бирлово входило в состав Внуковского сельского округа.

## География
Деревня находится на правом берегу речки Березовец, высота центра над уровнем моря 172 м. В деревни есть два озера. Территория деревни большей части является холмистой, т.к. располагается на отроге Клинско-Дмитровской гряды.  
Ближайшие населённые пункты — Митькино на противоположном берегу реки и Ярово на юго-востоке. Примыкает к восточной окраине Дмитрова. На северо-западе в городе Дмитров существует улица, названная в честь этой деревни: Бирлово Поле. Она названа так из-за близости к полю, которое находится на севере от Бирлово. 
В деревне очень нестабильный климат. Иногда зимой температура может не опускаться ниже -3, а может опустится до -30. Такая же ситуация и летом, средняя температура +25, но бывает, что доходит до +35. Местность является болотистой, в следствии чего в деревне водится большое количество москитов. 

## История
Приходской церковью для деревни была Казанская церковь в селе Подлипичье. В 2006 году Бирлово вышло из состава Внуковского сельского округа.

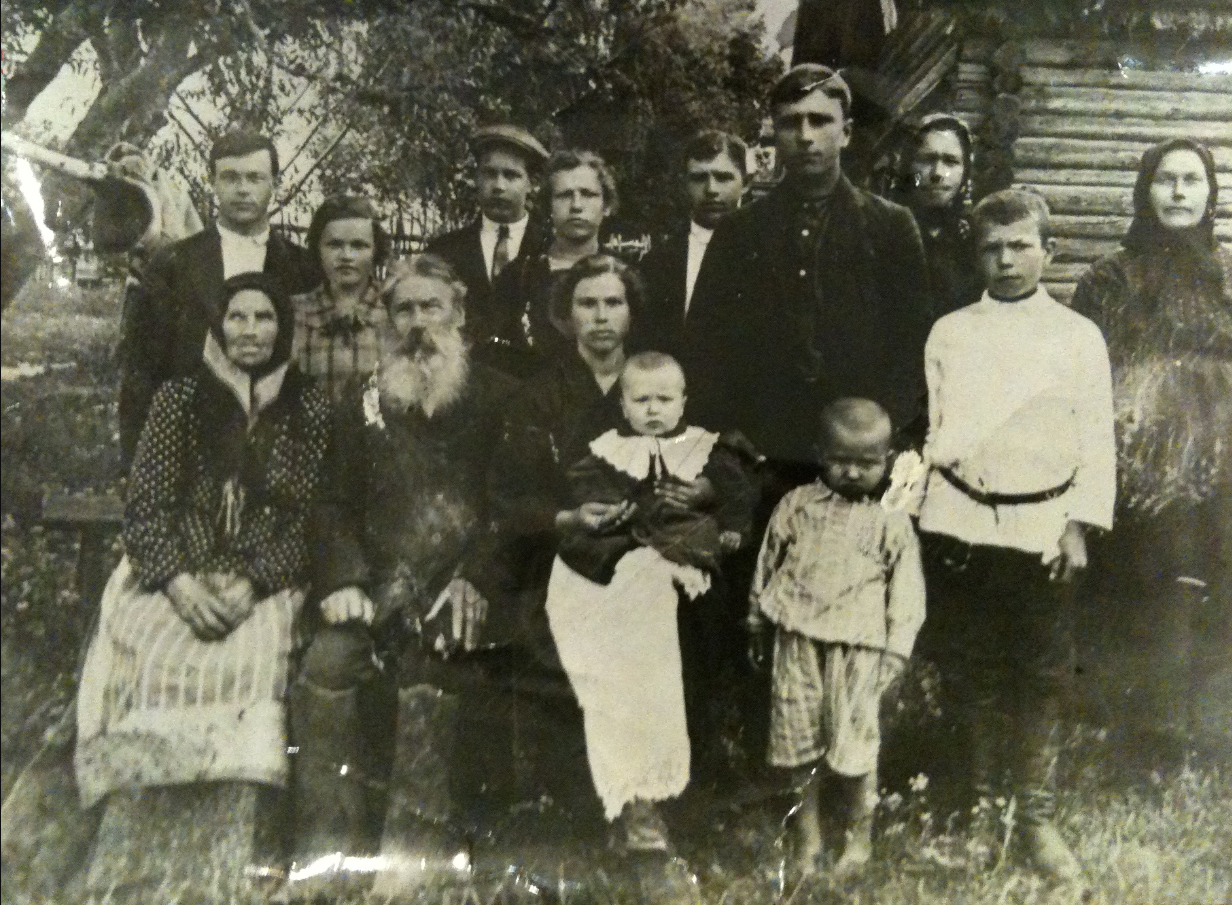
Бирлово. 1928-1930 гг.

Скорее всего, раньше деревню именовали Дорофеево. Т. к. в 1678 году село Федоровское вместе с деревнями Митькино, Ярово, Малёнки и Дорофеево значатся во владении Ивана Кирилловича Нарышкина, Бирлово нигде не упоминается. А уже в 1751 году в церковном приходе Подлипичье упоминается Бирлово, а Дорофеевой уже нет.
Нарышкины покупают также Пересветовскую вотчнину. После Нарышкиных Федоровской и Пересветовской вотчиной владеют Разумовские (Нарышкина (в замужестве Разумовская) Екатерина Ивановна). С 1782 года объединённой вотчиной князья Голицыны.

## Инфраструктура
В самой деревне есть только жилые дома. Ближайший магазин находится на расстоянии 1 км в деревне Митькино. Недалеко от центра деревни установлен памятник Великой Отечественной войне. 27 декабря 2021 года, в овраге компанией МТС была установлена вышка сотовой связи стандарта 3G/4G. С июня 2022 года центральная дорогу деревни полностью заасфальтировали, а чуть позже положили лежачие полицейские и установили дорожные знаки.

## Население
| 2002 | 2006 | 2010 |
| ---- | ---- | ---- |
| 99   | ↘95  | ↗114 |

На 1751 год в Бирлово в 22 дворах проживало 130 человек (63 м. п.).